# Теория ветвей
Теория ветве́й (от англ. Branch theory) — богословская концепция, разработанная в англиканстве, согласно которой Католическая церковь, восточноправославные церкви и Англиканское сообщество — три ветви единой, святой, кафолической (соборной) и апостольской Церкви.
В дальнейшем у разных авторов теория ветвей получила развитие. Одни авторы присоединили к общему «христианскому дереву» древние восточные церкви, другие авторы — остальные протестантские конфессии, третьи развивали идею о том, что одни ветви — более сильные, чем другие, в зависимости от сохранения чистоты догматов.

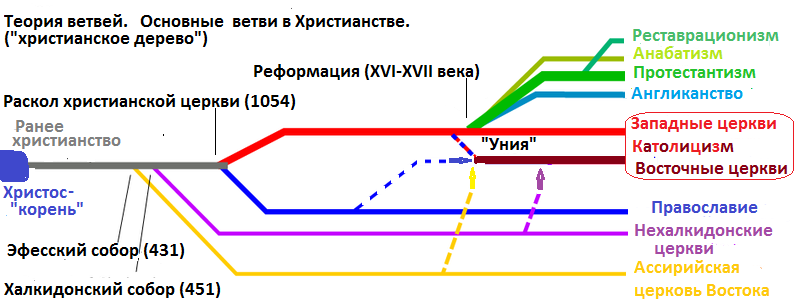
Теория ветвей

## Суть теории
Оксфордский словарь христианской церкви определяет теорию ветвей так:

Теория о том, что, хотя Церковь могла расколоться на несколько архиепископий или групп архиепископий, находящихся вне общения друг с другом, каждая из них может всё-ещё быть ветвью единой Церкви Христовой, при условии, что она продолжает держаться веры неразделённой Церкви, чтобы сохранять апостольское преемство её епископов. Таково, как утверждают многие англиканские теологи, состояние Церкви в настоящее время, представленное тремя основными ветвями…
Оригинальный текст (англ.)«…the theory that, though the Church may have fallen into schism within itself and its several provinces or groups of provinces be out of communion with each other, each may yet be a branch of the one Church of Christ, provided that it continues to hold the faith of the original undivided Church and to maintain the Apostolic Succession of its bishops. Such, it is contended by many Anglican theologians, is the condition of the Church at the present time, there being now three main branches…»

## Отношение к теории

### Англиканство
Уильям Палмер (1803—1885), богослов из Оксфордского университета, один из руководителей Оксфордского движения, стал основным автором теории ветвей. Палмер написал в 1838 году двухтомный «Трактат о Церкви Христовой» (англ. Treatise on the Church of Christ), было сформулировано само понятие. Теория затем была популяризирована во время Оксфордского движения, в особенности через труды трактарианцев. Однако, некоторые из лидеров движения впоследствии оказались не удовлетворены данной теорией и перешли в католицизм.
Англикано-римокатолическая международная комиссия (The Anglican Roman Catholic International Commission, ARCIC), созданная совместно Англиканским консультативным советом (Anglican Consultative Council) и Папским советом по содействию христианскому единству (The Pontifical Council for Promoting Christian Unity), пытается продвигать экуменический диалог между Католической церковью и Англиканским сообществом.

### Католическая церковь
Католическая церковь принимает два из основных положений теории ветвей:
- о важности сохранения учения древней Церкви;
- о необходимости апостольской преемственности для действительности хиротонии (рукоположения) в другой церкви, находящейся в состоянии схизмы с РКЦ или впавшей в ересь.

Однако Католическая церковь отвергает третье положение теории ветвей, согласно которому церковь, находящаяся в состоянии схизмы с РКЦ или впавшая в ересь, является частью Церкви Христовой. Более того, она считает, что англиканское рукоположение недействительно, и хотя отдельные англикане исповедуют ортодоксальную веру, англиканские церкви не сохранили полноту учения древней Церкви, в особенности касательно таинств.

### Православные церкви
Вселенское православие не имеет централизованной власти, хотя существует установленное равенство епископов, основанное на порядке чести. Таким образом, существует большое разнообразие мнений. Кроме того, официальная позиция по отношению к теории ветвей существенно менялась. Многие почитаемые в Православной церкви святые писали о невозможности спасения вне Церкви, как в отпадающих обществах (расколах), так и в обществах с повреждённой верой (ересях).

Не обольщайтесь, братья мои! Растлевающие дома Царствия Божьего не наследуют. Но если делающие это в отношении к плоти подвергаются смерти, то не гораздо ли более, если кто злым учением растлевает веру Божью, за которую Иисус Христос распят? Такой человек, как скверный, пойдет в неугасимый огонь, равно как и тот кто его слушает.
— Игнатий Богоносец

Не обольщайтесь, братья мои! Кто следует за вводящим раскол, тот не наследует Царствия Божьего. Кто держится чуждого учения, тот не сочувствует страданию Христову. <…> Где разделение и гнев, там Бог не обитает. Впрочем всем кающимся Господь прощает, если они возвращаются к единению Божьему и к собору епископа.
— Игнатий Богоносец

Поэтому, надлежит следовать пресвитерам в Церкви тем, которые, как я показал, имеют преемство от Апостолов и вместе с преемством епископства по благоволению Отца получили известное дарование истины, прочих же, которые уклоняются от первоначального преемства и где бы то ни было собираются, иметь в подозрении, или как еретиков и лжеучителей, или как раскольников, гордых и самоугодников, или же как лицемеров, поступающих так ради корысти и тщеславия. Все эти отпали от истины. Еретики, приносящие к алтарю Божию чуждый огонь, т. е. чуждые учения, будут сожжены небесным огнем, подобно Надаву и Авиуду (Лев. 10:1–2). Восстающие же против истины и других возбуждающие против Церкви Божией останутся в аду, поглощенные землею. как приверженцы Корея, Дафана и Авирона (Чис. 16:33). Но разсекающие и разрывающие единство Церкви получат от Бога то же наказание, как Иеровоам (3Цар. 14:10 и сл.).
— Ириней Лионский

Всяк, отделяющийся от Церкви, присоединяется к жене-прелюбодейце и делается чуждым обетований Церкви; оставляющий Церковь Христову лишает себя наград, предопределенных Христом: он для нее чужд, непотребен, враг её. Тот не может уже иметь Отцом Бога, кто не имеет матерью Церковь. Находящийся вне Церкви мог бы спастись только в том случае, если бы спасся кто-либо из находившихся вне ковчега Ноева. Господь так говорит в научение наше: «Иже несть со Мною, на Мя есть: и иже не собирает со Мною, расточает» (Мф 12.30). Нарушитель мира и согласия Христова действует против Христа. Собирающий в другом месте, а не в Церкви, расточает Церковь Христову; Господь говорит: «Аз и Отец едино есма» (Ин 10.30). И опять об Отце, Сыне и Святом Духе написано: «и Сии три едино суть» (1Ин 5.7). Кто же подумает, что это единство, основывающееся на неизменямости божественной и соединенное с небесными таинствами, может быть нарушено в Церкви и раздроблено разногласием противоборствующих желаний? Нет, не хранящий такового единства не соблюдает закона Божия, не хранит веры в Отца и Сына, не держится истинного пути к спасению.
Это таинство единства, этот союз неразрывного согласия обозначается в сказании евангельском о хитоне Господа Иисуса Христа. Хитон не был разделен и разодран, но достался целостно одному, кому выпал по жребию, и поступил в обладание неиспорченным и неразделённым.
— Киприан Карфагенский
В настоящее время[когда?] официальная позиция Православной церкви по отношению к теории ветвей резко негативная, Теория ветвей считается учением еретическим.

#### Русская православная церковь заграницей
Позиция, часто называемая «антиэкуменизмом», отвергает теорию ветвей как несовместимую с природой Церкви и, таким образом, экклезиологическую ересь. Примером этой позиции может служить соборное определение, сделанное в 1983 году Святейшим синодом епископов Русской православной церкви за рубежом:

Нападающим на Церковь Христову и учащим, яко она разделися на ветви, яже разнятся своим учением и жизнию, и утверждающим Церковь не сущу видимо быти, но от ветвей, расколов, инославия и иноверия соединитися имать во едино тело; и тем, иже не различают истинного священства и Таинств Церкви от еретических, но учат, яко крещение и евхаристия еретиков довлеют [достаточны] для спасения; и тем, иже имут общение с сими еретики, или пособствуют им, или защищают их новую ересь экуменизма, мняще братскую любовь и единение разрозненных христиан быти, — анафема

#### Русская православная церковь
С XIX по XX века, появилось особенно много высказываний, почитаемых в РПЦ святых, о невозможности спасения вне Православной церкви. Допускающие теорию ветвей высказывания делал Филарет (Дроздов), в ряде своих трудов, но в процессе переизданий 1833 и 1841 годах, многие соблазняющие Церковь высказывания в пользу теории ветвей были удалены. 30 марта 1961 года РПЦ вступила во Всемирный совет церквей. После вступления делегации духовенства РПЦ постоянно, ежегодно участвовали во многочисленных совместных экуменистических молитвах как с представителями неправославных христианских конфессий. С 1969 по 1986 годы православное священство по разрешению Синода причащало католиков в случае смертельной опасности, без перехода их в православие. В 1993 году была подписана Баламандская декларация, в которой говорится, что Католическая церковь теперь «Церковь-Сестра» по отношению к Православной церкви. Впрочем, как отмечается в «Журнале Московской Патриархии», «этот текст является промежуточным рабочим документом Смешанной комиссии по богословскому диалогу, поэтому он не подписывался представителями Церквей» (ЖМП, № 12, 1997).
Официальное отношение в РПЦ к теории ветвей выражено в 2000 году на Архиерейском соборе в документе под названием «Основные принципы отношения Русской Православной Церкви к инославию», теория ветвей была осуждена:

2.5. Совершенно неприемлема и связанная с вышеизложенной концепцией так называемая «теория ветвей», утверждающая нормальность и даже провиденциальность существования христианства в виде отдельных «ветвей».

И указано, что спасение может быть обретено только в Церкви Христовой, которой является Православная церковь:

1.1. Православная Церковь есть истинная Церковь Христова.

1.2. Церковь Христова едина и единственна.

1.15. Православная Церковь устами святых отцов утверждает, что спасение может быть обретено лишь в Церкви Христовой.

#### Старообрядчество
Представители старообрядчества не разделяли теорию ветвей и по этой причине не вступали в экуменистическую организацию ВСЦ, базирующуюся, с их точки зрения, на этой теории.
Русская православная старообрядческая церковь не делает различий между экуменизмом и теорией ветвей, поэтому анафема экуменизму, которая была произнесена на соборе РПСЦ в 2007 году, в полной мере направлена и против теории ветвей; в ней сказано:

2. Об определении понятия «экуменизм» и об отношении Церкви к экуменизму.

2.1. Экуменизм является совокупностью еретических учений и утверждает возможность спасения в других вероисповеданиях, размывает границы Церкви и разоряет её канонический и литургический строй.

2.2. Современный экуменизм стремится к созданию некой «общей религии» на основе существующих вероисповеданий и, являясь инструментом глобализации, ведет к уничтожению истинных духовных ценностей.

2.3. Единая Святая Соборная и Апостольская Церковь отвергает экуменизм и анафематствует его.

Русская древлеправославная церковь в своем документе «Послание Освященного Собора Русской Древлеправославной Церкви 2010 года всем древлеправославным христианам против искажения, изменения и умаления Православной веры с изложением святоотеческого учения об отношении к иноверным» осуждает теорию ветвей:

Ошибочность этой теории (теории ветвей) очевидна, ибо Писание говорит нам, что Христос «есть глава тела Церкви» (Кол. 1:18), а «разве разделился Христос?» (1Кор. 1:13). Нет, но «одна вера» (Еф. 4:5) и «Церковь повинуется Христу» (Еф. 5:24), она есть «столп и утверждение истины» (1Тим. 3:15), и «врата ада не одолеют её» (Матф. 16:18). Поэтому Церковь не разделялась и не может разделиться, как не разделятся Глава её Христос. Единство Церкви заключается в единстве веры, а не в бесконечном многообразии противоречивых мнений. Итак, на протяжении веков, когда христианство смущалось различными ересями, не Церковь разделялась по причине разномыслия в вере, но от неё отпадали те, кто не желал принимать и держаться хранимого Церковью православного исповедания.

### Протестантизм
За исключением нескольких лютеранских организаций, большинство протестантских церквей не рассматривают себя апостольскими в буквальном смысле апостольской преемственности. Соответственно, эти церкви не принимают основных положений теории ветвей.